# Страдч
Страдч — село в Ивано-Франковской поселковой общине Яворовского района Львовской области Украины, на реке Верещице. Расположен на дороге Львов — Краковец.

## История
Во времена Киевской Руси и Галицко-Волынского княжества вблизи села находился второй на территории нынешней Украины после Киево-Печерской лавры подземный монастырь. Размещался на высокой горе на левом берегу Верещицы. Упоминается в Галицко-Волынской летописи от 1242 года под названием «Пещера Домажирова».
Археологическими исследованиями установлено, что монастырь состоял из входной галереи (длина — около 40 м), ходов общей длиной свыше 270 м и нескольких келий, которые размещались на глубине около 20 м. На вершине горы находилось укреплённое городище. Монастырь прекратил своё существование около XIV века.
До нашего времени сохранились многочисленные легенды о монастыре и об уничтожении монахов монголо-татарами.

## Известные уроженцы и жители
- Прыйма, Владимир — блаженный Украинской грекокатолической церкви.